# Aphis ceanothi
Aphis ceanothi är en insektsart som beskrevs av Clarke 1903. Aphis ceanothi ingår i släktet Aphis och familjen långrörsbladlöss. Inga underarter finns listade i Catalogue of Life.